# Flávio João Teodoro Menas Narses Cnúbamo Hório Hefesto
Flávio João Teodoro Menas Narses Cnúbamo Hório Hefesto (em latim: Flavius Ioannes Theodorus Menas Narses Chnoubammon Horion Hephaestus), melhor conhecido somente como Hefesto, foi um oficial bizantino do século VI, ativo durante o reinado do imperador Justiniano (r. 527–565).

## Vida
Com base em seu nome, os autores da PIRT julgam que Hefesto era nativo do Egito. Segundo João Lido, alegou ser descendente do Hefesto, o indivíduo descrito por Diodoro Sículo como primeiro rei do Egito. Iniciou sua carreira como advogado em Alexandria. Mais adiante, em indicções suas datadas de 543-544 e 544-555 e oriundas de Afroditópolis, era duque e augustal da Tebaida e questor do palácio sagrado; os autores da PIRT sugeriram que o primeiro era seu ofício, enquanto o segundo era apenas um título honorífico, apropriado aos que eram advogados. Os mesmo autores consideram possível associá-lo à personagem homônima citada num documento similar oriundo de Antinoé.
Depois, tornou-se duque e prefeito de Alexandria, quando acabou com as desordens na cidade ao intimidar os envolvidos. Diz-se que impôs controle severos nos preços de bens e pães vendidos em Alexandria em momento de fome, alegadamente enriquecendo e fazendo as receitas imperiais aumentarem, e acabou com a distribuição livre de cereais, com apoio de Justiniano, que foi instituída muito antes do reinado de Diocleciano (r. 284–305). Segundo Procópio de Cesareia, as pessoas da cidade temiam-no tanto que não protestavam. Provavelmente suas medidas de controle de preços e rações devem estar relacionadas com a crise famélica de 545/6 e a fuga do patriarca Zoilo (r. 541–551) no fim de 546. No seu tempo no comando do Egito foi citado em documento não datado e o gramático Anatólio citou em sua honra um verso de Homero que menciona o deus Hefesto. Seu mandato deve ter se estendido até 551, quando tornar-se-ia prefeito pretoriano do Oriente. Assumiu a posição quando João Lido se aposentou e Hefesto honraria-o. Alguns de seus éditos como prefeito se preservaram.